# Jacksonia macrocalyx
Jacksonia macrocalyx är en ärtväxtart som beskrevs av Meissner. Jacksonia macrocalyx ingår i släktet Jacksonia och familjen ärtväxter. Inga underarter finns listade i Catalogue of Life.